# 佩拉希伊夫卡 (舊比利斯克區)
佩拉希伊夫卡（烏克蘭語：Пелагіївка）是位於烏克蘭東部的村莊，由盧甘斯克州舊比利斯克區的比洛盧茨克市鎮負責管轄。該村始建於1952年，面積1.27平方公里，海拔高度71米，2001年人口63，人口密度每平方公里49.6人。